# Turseodus
Turseodus è un genere di pesci ossei estinti, appartenente ai paleonisciformi. Visse nel Triassico superiore (Norico - Retico, circa 221 - 201 milioni di anni fa) e i suoi resti fossili sono stati ritrovati in Nordamerica.

## Descrizione
Questo pesce era di piccole dimensioni, e generalmente non superava i 20 centimetri di lunghezza. Era dotato di un corpo fusiforme piuttosto allungato, ma leggermente compresso lateralmente. La testa era allungata, terminante in un muso arrotondato. La pinna dorsale si originava appena dopo la metà del corpo ed era di forma triangolare; la pinna anale era di dimensioni maggiori e posta direttamente al di sotto di quella dorsale. Le pinne ventrali erano piuttosto avanzate e di piccole dimensioni, mentre le pinne pettorali erano relativamente ampie e appuntite. La pinna caudale era leggermente eterocerca, fortemente biforcuta e dotata di un lobo superiore di poco più lungo dell'inferiore. 
Il suspensorium era obliquo, mentre la mandibola era robusta e dotata di una sinfisi larga. Mascella e osso dentale erano armati di una o più file di grandi denti conici e appuntiti, che si alternavano a numerosi altri denti aguzzi di dimensioni ridotte. Le ossa dermiche del cranio erano ornate da basse corrugazioni o tubercoli. L'osso lacrimale di Turseodus formava parte del margine orale, una condizione inusuale tra i paleonisciformi, riscontrabile solo nel genere Pteronisculus. Le scaglie ricoperte di ganoina erano ornate da basse creste diagonali e occasionalmente biramate, ed erano dotate di un prominente processo articolare dorsale e un margine posteriore liscio. 

## Classificazione
Turseodus è un tipico rappresentante di quel gruppo di pesci attinotterigi arcaici noti come paleonisciformi. Dopo essere stato a lungo considerato un rappresentante della famiglia Palaeoniscidae, Turseodus è stato ascritto a una famiglia a sé stante (Turseodidae) da Wilhelm Bock nel 1959. E' possibile che Turseodus fosse strettamente imparentato con Pteronisculus del Triassico inferiore - medio e con Turfania del Permiano della Cina; finora però non è stata però effettuata alcuna analisi cladistica che abbia testato le effettive parentele di queste forme.
Il genere Turseodus venne descritto per la prima volta da Joseph Leidy nel 1857, sulla base di resti fossili rinvenuti nella formazione Lockatong in Pennsylvania; Leidy istituì per questi fossili la specie Turseodus acutus. Oltre alla specie tipo, è nota anche la specie T. dolorensis, proveniente dalla formazione Chinle in Colorado.

## Paleoecologia
I fossili di Turseodus provengono da sedimenti d'acqua dolce; probabilmente era un piccolo predatore dulciacquicolo.